# Apremont, Vendée

Apremont este o comună în departamentul Vendée, Franța. În 2009 avea o populație de 1,546 de locuitori.